# Maria Piątkowska
Maria Piątkowska, született Maria Ilwicka, később Maria Chojnacka (Goleni, Románia, 1931. február 24. – Varsó, 2020. december 19.) Európa-bajnok lengyel atléta, rövidtávfutó, gátfutó, távolugró.

## Pályafutása
1931. február 24-én született az akkor Romániához tartozó Goleniben (ma: Moldova). A második világháború alatt családjával Mazúriába költözött. A Legia Warszawa atlétája volt. Három olimpián (1952, 1960, 1964) és három Európa-bajnokságon (1954, 1958, 1962) vett részt. Az 1962-es belgrádi Európa-bajnokságon 4 × 100 méteres váltóban Teresa Ciepły-vel, Barbara Sobottával és Elżbieta Szyrokával aranyérmes lett.
Első férje Henryk Chojnacki (1928), második Edmund Piątkowski (1936–2016) volt. Mindketten atléták, diszkoszvetők voltak. Edmund Piątkowski az 1958-as stockholmi Európa-bajnokságon aranyérmes lett. A második házasságából két fiú gyermeke született.
2020. december 19-én hunyt el koronavírus-fertőzés következtében.

## Sikerei, díjai
- Európa-bajnokság
  - aranyérmes: 1962 (4 × 100 m váltó)
  - bronzérmes: 1958 (4 × 100 váltó), 1962 (80 m gát)
- Lengyel bajnokság
  - bajnok – távolugrás (8): 1951, 1952, 1953, 1954, 1955, 1956, 1957, 1958
  - bajnok – ötpróba: 1954
  - bajnok – 80 m gát (5): 1959, 1960, 1961, 1962, 1963